# Damernas barr i gymnastik vid olympiska sommarspelen 2024

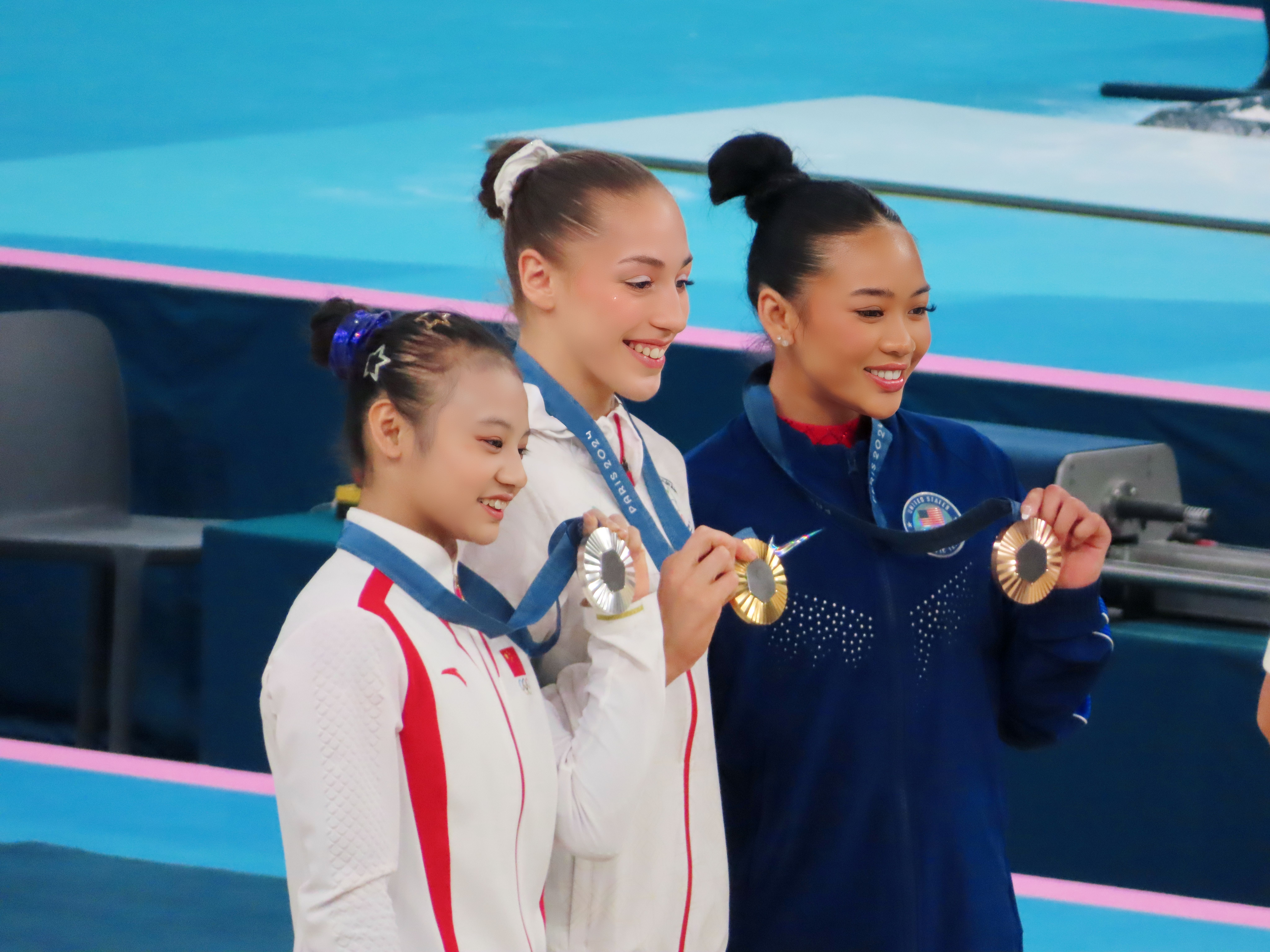
Qiu, Nemour och Lee på prispallen.

Damernas barr i gymnastik vid olympiska sommarspelen 2024 avgjordes den 28 juli och 4 augusti 2024 i Percy Arena i Paris. 80 gymnaster från 35 nationer deltog i tävlingen. Det var 20:e gången grenen fanns med i ett OS och den har funnits med i varje OS sedan 1952.
Damernas barr avgjordes i två rundor, kval och final. I kvalrundan, som fungerade som kval för alla grenar inom kvinnlig artistisk gymnastik, rankades de 80 gymnasterna som deltog i barr och topp 8, med max två från samma nation, tog sig vidare till finalen. I finalen raderades kvalets resultat och gymnasterna återigen genomförde en övning i redskapet.
Både 2020 års guldmedaljör Nina Derwael och bronsmedaljör Sunisa Lee kvalificerade sig för finalen. Barr var den enda grenen där Simone Biles och Rebeca Andrade inte kvalificerade sig för finalen.
Kaylia Nemour kom etta i både kvalet och finalen. Hon vann guldet med 15,700 poäng. Nemour är född och uppvuxen i Frankrike men tävlar för Algeriet. Hon blev den första olympiska mästaren i gymnastikens historia som kommer från Afrika, samtidigt som hon blev den första gymnasten från Afrika att vinna en olympisk medalj. Silvret gick till Qiu Qiyuan på 15,500 poäng. Sunisa Lee fick bronset med 14,800 poäng.

## Deltagare
Totalt fanns det 95 kvotplatser till kvinnlig artistisk gymnastik. De nationella olympiska kommittérna kunde kvalificera med max 5 gymnaster (plus tre reserver).
De 12 nationerna som kvalificerade sig till lagtävlingen fick skicka 5 gymnaster var till tävlingen, vilket totalt var 60 av 95 kvotplatser. De nationerna var de tre bästa lagen vid världsmästerskapen i artistisk gymnastik 2022 (USA, Storbritannien och Kanada) och de nio bästa lagen (exklusive de som redan kvalificerat sig) vid världsmästerskapen 2023 (Kina, Brasilien, Italien, Nederländerna, Frankrike, Japan, Australien, Rumänien och Sydkorea).
De återstående 35 kvotplatserna delades ut individuellt.  Dessa platser fylldes genom olika kriterier baserade på bland annat världsmästerskapen 2023, FIG:s världscupserie i artistisk gymnastik 2024 och kontinentala mästerskap.
I kvalrundan tävlade 80 gymnaster i barr och av dem tog sig 8 till finalen.

## Schema
Alla tider är CET.
| Datum     | Tid   | Omgång | Grupp   |
| --------- | ----- | ------ | ------- |
| 28 juli   | 09:30 | Kval   | grupp 1 |
| 28 juli   | 11:40 | Kval   | grupp 2 |
| 28 juli   | 14:50 | Kval   | grupp 3 |
| 28 juli   | 18:00 | Kval   | grupp 4 |
| 28 juli   | 21:10 | Kval   | grupp 5 |
| 4 augusti | 15:40 | Final  | –       |

## Kval
Av de 80 deltagande gymnasterna i barrkvalet kvalificerade sig följande åtta, plus tre reserver, till finalen:
| D-poäng | = Svårighetsgrad (Difficulty) |
| E-poäng | = Genomförande (Execution)    |

| Placering | Gymnast              | D-poäng | E-poäng | Straff | Totalt |
| --------- | -------------------- | ------- | ------- | ------ | ------ |
| 1         | Kaylia Nemour (ALG)  | 7,1     | 8,500   |        | 15,600 |
| 2         | Qiu Qiyuan (CHN)     | 6,8     | 8,266   |        | 15,066 |
| 3         | Sunisa Lee (USA)     | 6,4     | 8,466   |        | 14,866 |
| 4         | Nina Derwael (BEL)   | 6,5     | 8,233   |        | 14,733 |
| 5         | Zhang Yihan (CHN)    | 6,4     | 8,300   |        | 14,700 |
| 6         | Alice D'Amato (ITA)  | 6,3     | 8,366   |        | 14,666 |
| 7         | Becky Downie (GBR)   | 6,6     | 8,066   |        | 14,666 |
| 8         | Helen Kevric (GER)   | 6,2     | 8,400   |        | 14,600 |
| 9         | Simone Biles (USA)   | 6,2     | 8,233   |        | 14,433 |
| 10        | Rebeca Andrade (BRA) | 6,1     | 8,300   |        | 14,400 |
| 11        | Sanna Veerman (NED)  | 6,4     | 8,000   |        | 14,400 |
| Referens: |                      |         |         |        |        |

Reserverna i barrfinalen var:
1. Simone Biles (USA)
2. Rebeca Andrade (BRA)
3. Sanna Veerman (NED)

## Final
| Placering | Gymnast             | D-poäng | E-poäng | Straff | Totalt |
| --------- | ------------------- | ------- | ------- | ------ | ------ |
| 1         | Kaylia Nemour (ALG) | 7,2     | 8,500   |        | 15,700 |
| 2         | Qiu Qiyuan (CHN)    | 7,2     | 8,300   |        | 15,500 |
| 3         | Sunisa Lee (USA)    | 6,4     | 8,400   |        | 14,800 |
| 4         | Nina Derwael (BEL)  | 6,5     | 8,266   |        | 14,766 |
| 5         | Alice D'Amato (ITA) | 6,4     | 8,333   |        | 14,733 |
| 6         | Helen Kevric (GER)  | 6,4     | 8,166   |        | 14,566 |
| 7         | Becky Downie (GBR)  | 6,5     | 7,133   |        | 13,633 |
| 8         | Zhang Yihan (CHN)   | 6,1     | 6,700   |        | 12,800 |
| Referens: |                     |         |         |        |        |